# Šesterooki račji pauci
Šesterooki račji pauci, često zbog boje tijela nazivani smeđi pauci su porodica iz razreda paučnjaka, a dijeli se na dva roda: Loxosceles, sa 101 vrstom, i Sicarius koji ima 21 vrstu. Ova porodica se ranije (a neki autori ju i danas tako nazivaju) nazivala Loxoscelidae, no u međuvremenu je uglavnom prihvaćen naziva Sicariidae.

## Općenito
Ovi pauci imaju šest očiju, što im je dalo i narodno ime, raspoređenih u tri para. Tijelo i noge su im izrazito dlakavi, a na tijelu imaju mrlju koja oblikom podsjeća na violinu. Veliki su između 6 i 18 mm, pri čemu su ženke, kao i kod većine drugih pauka, nešto veće od mužjaka.

## Veličina
Veličina tih relativno malih životinjica se kreće u rasponu od (6-20mm),ali neke vrste premašuju tu veličinu.

## Vrste
U svijetu postoji mnogo vrsta a najpoznatiji je sjevernoamerički smeđi račiji pauk, te čileanski račiji pauk čiji je otrov najjači od svih u toj porodici.
Jedini pauk iz ove porodice koji živi u Europi je Primorski smeđi račiji pauk (Loxosceles rufescens), manje poznat od većine vrsta.
Postoje dva roda s ukupno 121 vrstom:
a. Loxosceles, vrste:
1. Loxosceles accepta
2. Loxosceles adelaida
3. Loxosceles alamosa
4. Loxosceles alicea
5. Loxosceles amazonica
6. Loxosceles anomala
7. Loxosceles apachea
8. Loxosceles aphrasta
9. Loxosceles aranea
10. Loxosceles arizonica
11. Loxosceles aurea
12. Loxosceles baja
13. Loxosceles barbara
14. Loxosceles belli
15. Loxosceles bettyae
16. Loxosceles blancasi
17. Loxosceles blanda
18. Loxosceles boneti
19. Loxosceles candela
20. Loxosceles caribbaea
21. Loxosceles carmena
22. Loxosceles chinateca
23. Loxosceles colima
24. Loxosceles conococha
25. Loxosceles coquimbo
26. Loxosceles coyote
27. Loxosceles cubana
28. Loxosceles deserta
29. Loxosceles devia
30. Loxosceles fontainei
31. Loxosceles foutadjalloni
32. Loxosceles francisca
33. Loxosceles frizzelli
34. Loxosceles gaucho
35. Loxosceles gloria
36. Loxosceles guatemala
37. Loxosceles harrietae
38. Loxosceles herreri
39. Loxosceles hirsuta
40. Loxosceles huasteca
41. Loxosceles immodesta
42. Loxosceles inca
43. Loxosceles insula
44. Loxosceles intermedia
45. Loxosceles jaca
46. Loxosceles jamaica
47. Loxosceles jarmila
48. Loxosceles julia
49. Loxosceles kaiba
50. Loxosceles lacroixi
51. Loxosceles lacta
52. Loxosceles laeta
53. Loxosceles lawrencei
54. Loxosceles lutea
55. Loxosceles luteola
56. Loxosceles manuela
57. Loxosceles martha
58. Loxosceles meruensis
59. Loxosceles misteca
60. Loxosceles mulege
61. Loxosceles nahuana
62. Loxosceles neuvillei
63. Loxosceles olmea
64. Loxosceles pallidecolorata
65. Loxosceles palma
66. Loxosceles panama
67. Loxosceles parrami
68. Loxosceles piura
69. Loxosceles pucara
70. Loxosceles puortoi
71. Loxosceles reclusa
72. Loxosceles rica
73. Loxosceles rosana
74. Loxosceles rothi
75. Loxosceles rufescens
76. Loxosceles rufipes
77. Loxosceles russelli
78. Loxosceles sabina
79. Loxosceles seri
80. Loxosceles similis
81. Loxosceles smithi
82. Loxosceles sonora
83. Loxosceles spadicea
84. Loxosceles speluncarum
85. Loxosceles spinulosa
86. Loxosceles surca
87. Loxosceles taeniopalpis
88. Loxosceles taino
89. Loxosceles tehuana
90. Loxosceles tenango
91. Loxosceles teresa
92. Loxosceles tlacolula
93. Loxosceles valdosa
94. Loxosceles valida
95. Loxosceles variegata
96. Loxosceles virgo
97. Loxosceles vonwredei
98. Loxosceles weyrauchi
99. Loxosceles yucatana
100. Loxosceles zapoteca

b. Sicarius, vrste:
1. Sicarius albospinosus
2. Sicarius crustosus
3. Sicarius damarensis
4. Sicarius deformis
5. Sicarius dolichocephalus
6. Sicarius fumosus
7. Sicarius gracilis
8. Sicarius hahni
9. Sicarius lanuginosus
10. Sicarius minoratus
11. Sicarius nicoleti
12. Sicarius patagonicus
13. Sicarius peruensis
14. Sicarius rubripes
15. Sicarius rugosus
16. Sicarius rupestris
17. Sicarius spatulatus
18. Sicarius terrosus
19. Sicarius testaceus
20. Sicarius tropicus
21. Sicarius utriformis

## Vanjske poveznice
|  | Zajednički poslužitelj ima još gradiva o temi Sicariidae |
|  | Wikivrste imaju podatke o taksonu Sicariidae             |